# Code Noir

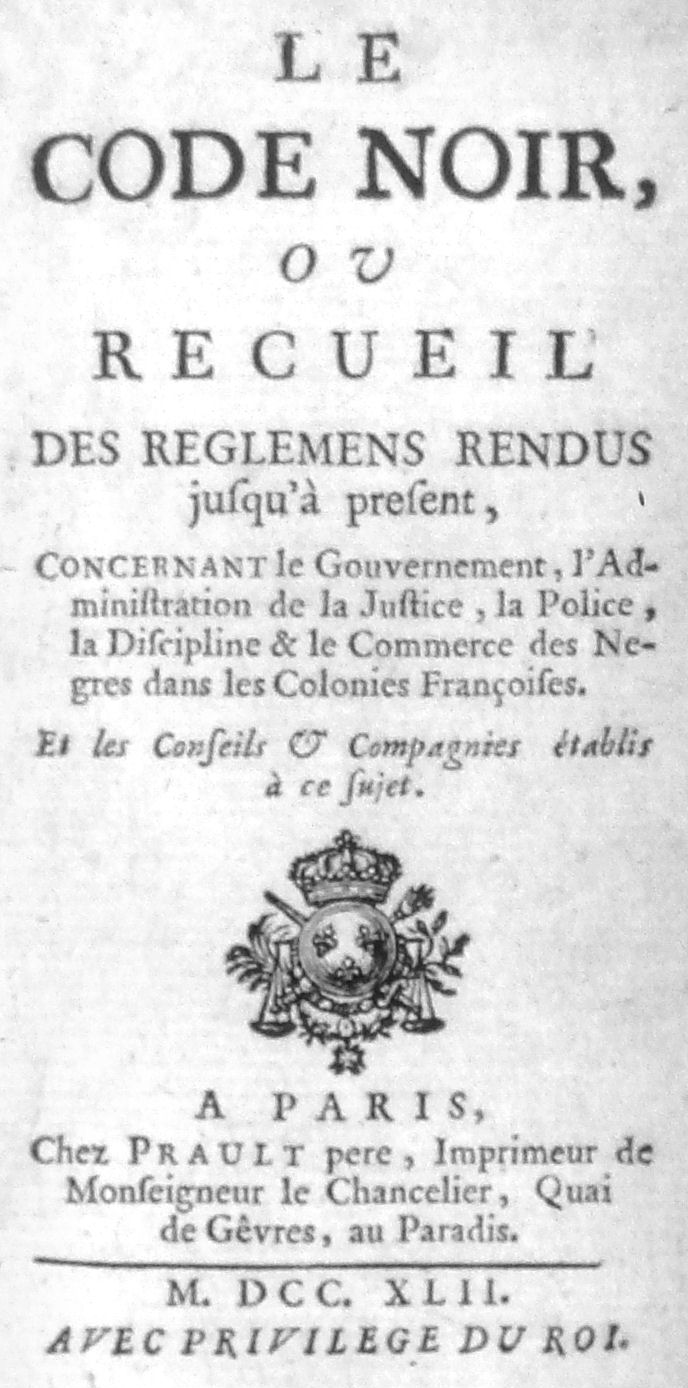
Le Code Noir, edice z roku 1742

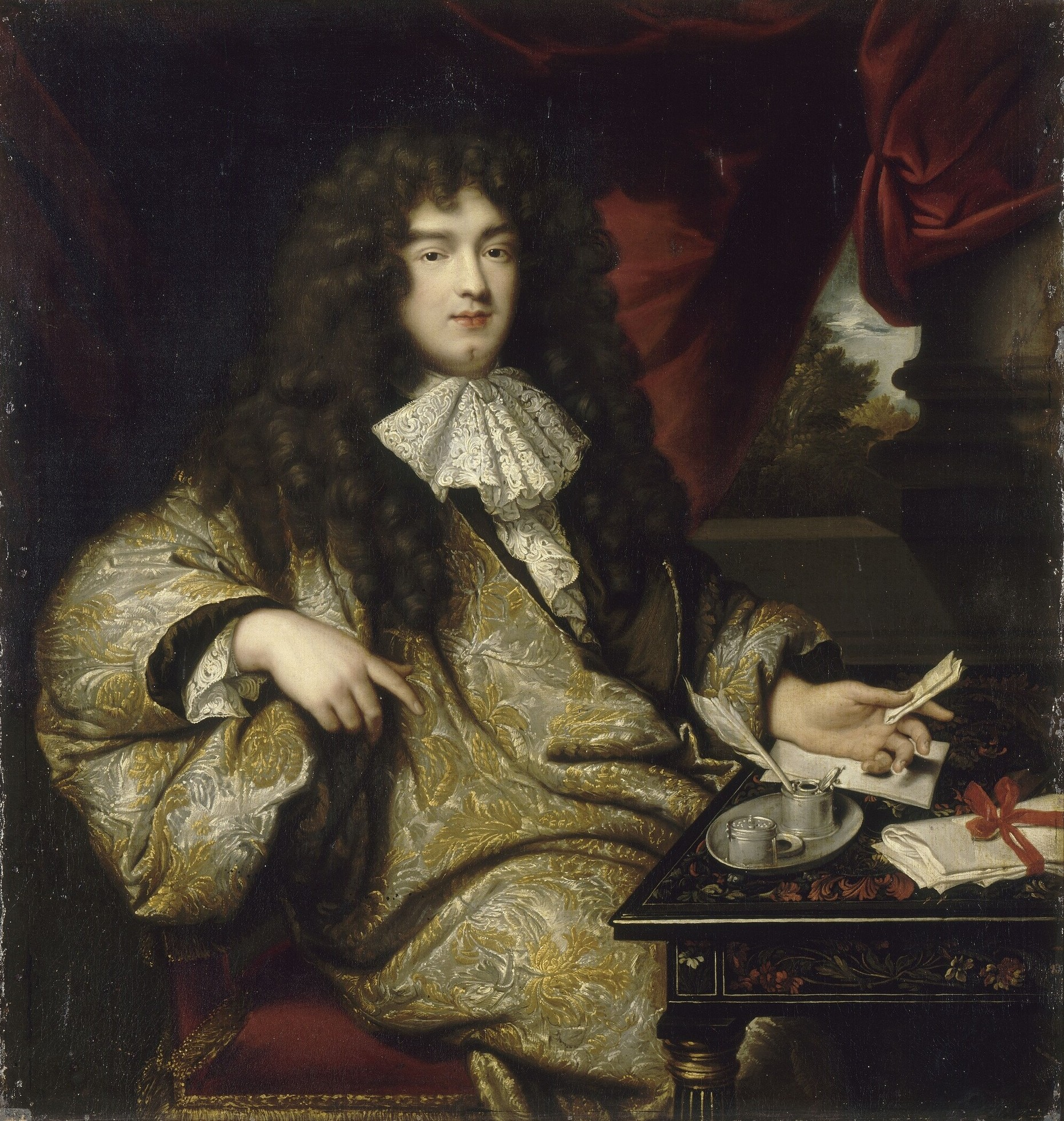
J.-B. Colbert mladší, spoluautor prvního vydání Code Noir

Code Noir (česky Černý zákoník) je označení pro královský dekret, který upravoval práva majitelů otroků ve francouzských koloniích. První vydání vyšlo v roce 1685, podepsané francouzským králem Ludvíkem XIV.
Dokument mimo povinností otroků a práv majitelů upravoval i práva propuštěných černošských otroků.

## Obsah
V 60 odstavcích jsou v dokumentu specifikována práva a povinnosti otroků a jejich majitelů. Dokument též upravoval tzv. židovskou otázku, resp. zakazoval židovským obyvatelům žít ve francouzských koloniích.

### Náboženská ustanovení
V úvodních odstavcích, týkajících se náboženství bylo povoleno výhradně katolické vyznání. Židé nesměli pobývat ani se usazovat v Nové Francii (odst. 1). Otroci museli být bez výjimek pokřtěni jako katolíci podle odst. 2. Povoleny byly pouze katolické sňatky, ostatní nebyly uznávány podle odst. 8. Dále bylo upraveno postavení nově narozených dětí, zda se z nich stanou svobodní Francouzi nebo otroci. Pokud se dítě narodilo otrockému páru, náleželo majiteli otrokyně (matky). Byl-li otcem svobodný muž a matkou otrokyně, stalo se dítě automaticky otrokem. Pokud byl otcem otrok a matkou svobodná žena, bylo dítě podle Code Noir také svobodné (odst. 12 a 13).

### Zákazy
Otroci nesměli nosit zbraň, s výjimkou, kdy dělali nosiče zbraní pro lov svému pánu. Otroci si nesměli pořizovat vlastní ošacení, jejich majitelé ale měli povinnosti jim oblečení poskytovat a zajistit jim i stravu (dle určených standardů, odst. 22-27). Otrok, který se pokusil napadnout svého pána nebo jiného svobodného člověka, byl popraven (odst. 33). Otroci tvořící rodinu, včetně nezletilých dětí, nesměli být prodáni odděleně.

### Tresty
Uprchlí otroci, kteří nebyli dopadeni déle než měsíc, byli po zadržení připraveni o uši a označkováni horkým železem. Pokud se útěk opakoval a byli opět chyceni, Code nařizoval uřezání svalstva na stehnech a další označkování. Po třetím pokusu o útěk následovala poprava. Pokud otrokovi na útěku pomáhala osoba černé pleti, bylo nařízeno bití a pokuta 300 liber cukru za každý den, kdy byl úkryt poskytnut. Pokud byla pomáhající osoba bílé pleti, byl trest pouze finanční (10 tourských liber za každý den ukrývání uprchlého otroka, podle odst. 38 a 39). Podle odst. 42 mohli majitelé své otroky spoutat do železných okovů a mohli je bít, zakázáno bylo pouze mrzačení s trvalými následky.

### Propuštění otroci
Majitel otroka jej mohl propustit, pokud mu již bylo více než 20 let. Do 25 let věku k tomu byl nutný ještě dodatečný souhlas majitelových rodičů. Pokud byl otrok osvobozen, náležela mu stejná práva jako občanům Nové Francie (odst. 58 a 59).
Poslední odstavec Code Noir (60) stanovil odvod všech poplatků jím ustanovených přímo královské koloniální správě, vyjma jedné třetiny, která měla být odevzdána vždy místní nemocnici.

### Zrušení Černého kodexu v roce 2025
10. května 2025, u příležitosti Národního dne památky obchodu s otroky, otroctví a jejich zrušení, francouzský premiér François Bayrou slíbil zrušení Černého kodexu o otroctví.